# West Chiltington Common
West Chiltington Common är en by i West Sussex i England. Orten har 3 036 invånare (2001).